# Irmgardispfad
Der Irmgardispfad ist ein als Rad- und Fußweg gedachter Wander- und Pilgerpfad, der durch Außenbereiche der nordrhein-westfälischen Kreisstadt Viersen führt. Der Irmgardispfad verläuft von der Irmgardiskapelle auf dem Heiligenberg bei Süchteln durch die Süchtelner Höhen, am westlichen Stadtrand von Alt-Viersen vorbei, schließlich über Hoser, Bockert, Beberich, Ompert und Ummer zum Helenenbrunnen nach Helenabrunn und wird daher auch als Helenenpfad oder, im niederfränkischen Viersener Dialekt, als Lie'nepäsche bezeichnet. Das Markierungslogo dieses Pilgerweges zeigt deshalb die Anfangsbuchstaben „I“ (für Irmgardispfad) und „L“ (für Lie’nepäsche).

## Historisch-mythologischer Hintergrund
Nach Angaben der Stadt Viersen lebte im 11. Jahrhundert die heilige Irmgardis als Einsiedlerin auf dem Heiligenberg bei Süchteln, ungefähr dort, wo sich jetzt die Irmgardiskapelle befindet. Von hier aus soll die Heilige gelegentlich zur Kirche von Helenabrunn gepilgert sein. Die von ihr mutmaßlich benutzte Wanderstrecke ist der Irmgardispfad.

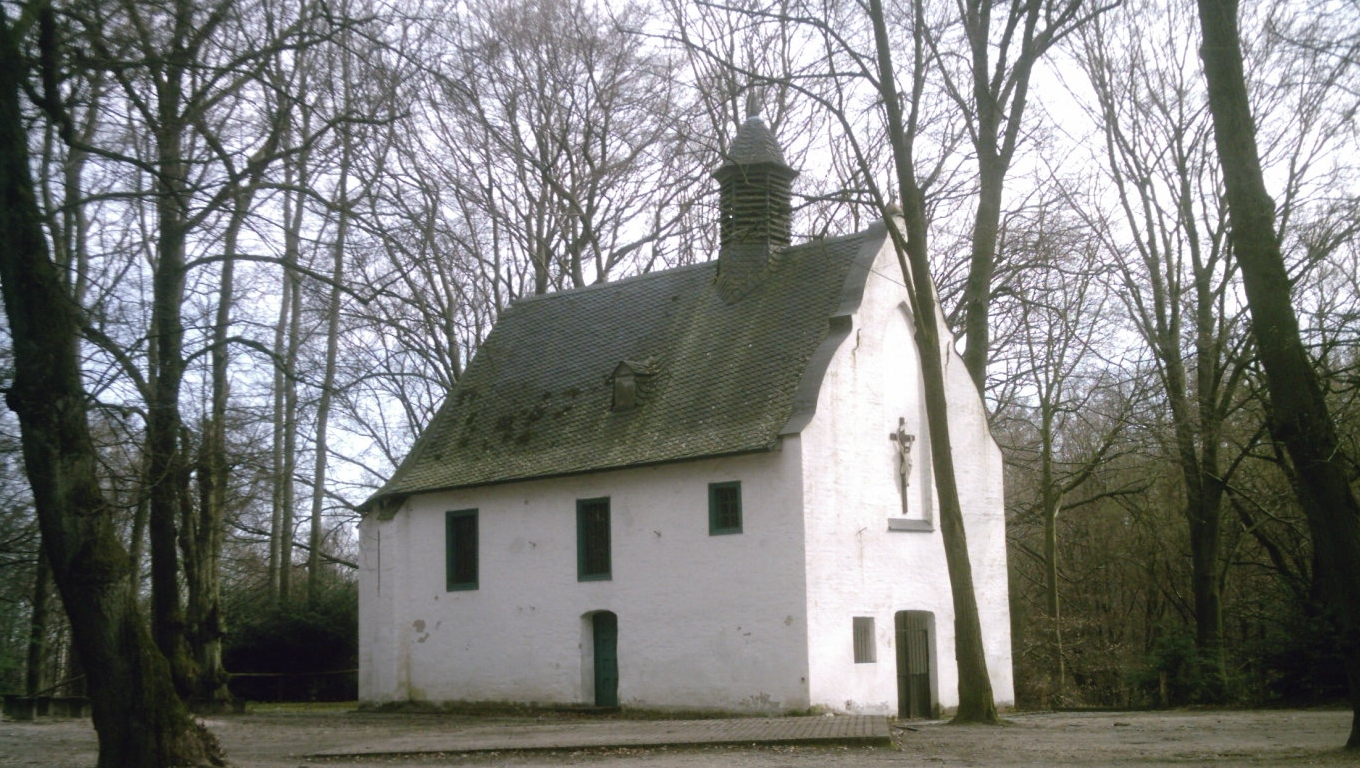
Die Irmgardiskapelle auf dem Heiligenberg bei Süchteln.

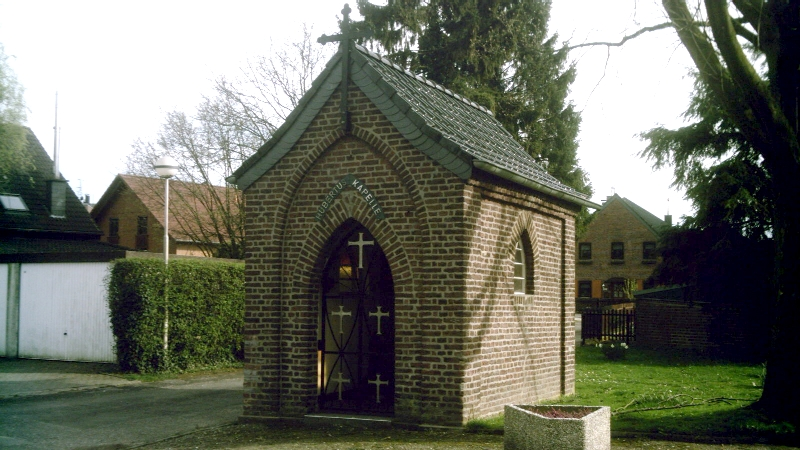
Die St.-Hubertus-Kapelle in Oberbeberich.

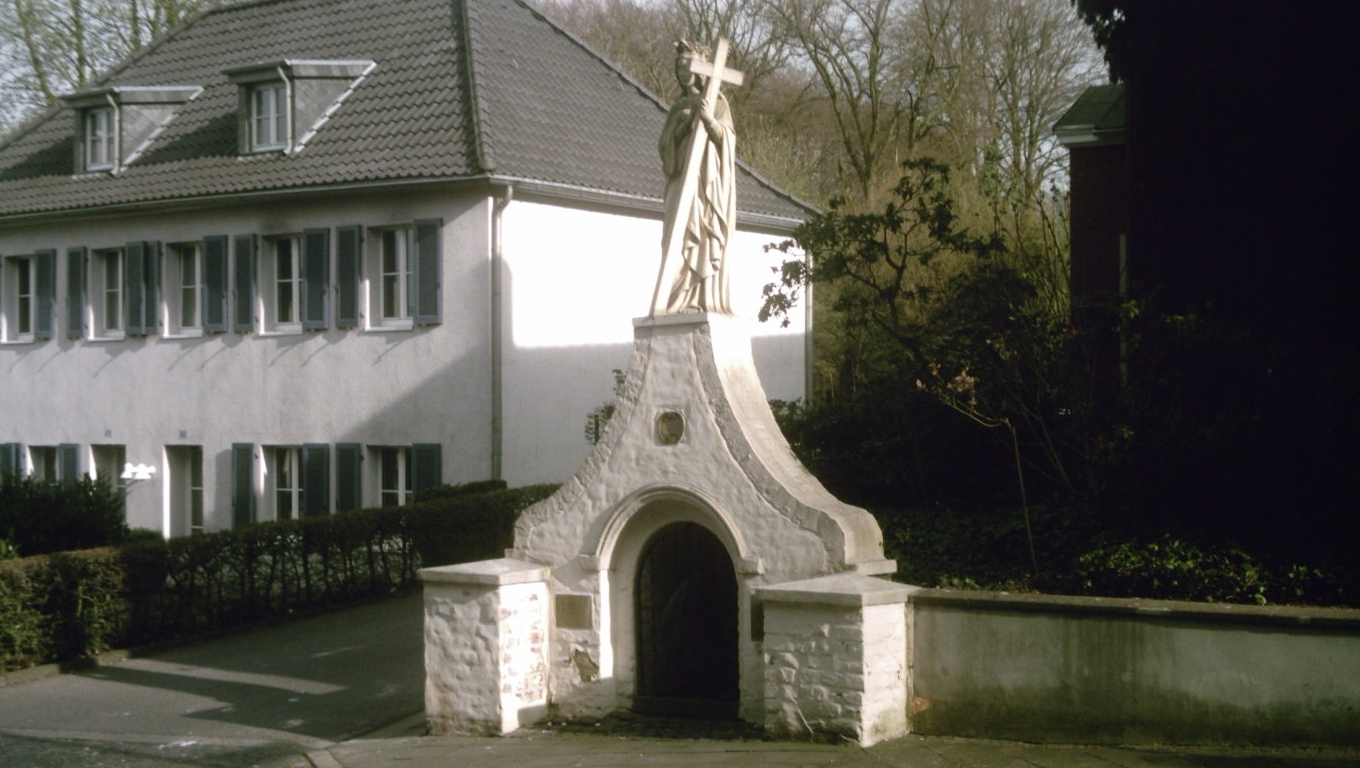
Das Ziel des Irmgardispfades: Der Helenenbrunnen in Helenabrunn.

## Verlauf

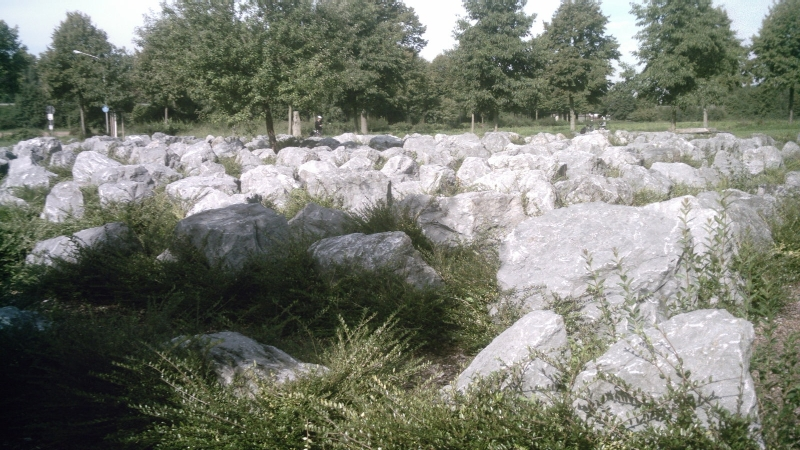
Das Steinlabyrinth in der Nähe des Viersener Hohen Buschs:
Hier treffen sich die Mispelroute und die Nebenstrecke Nr. 91 der NiederRheinroute mit dem Irmgardispfad.

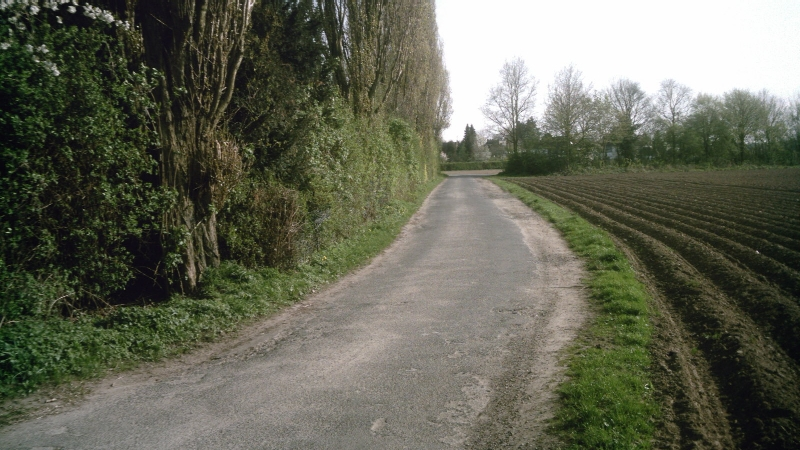
Die Straße "Zu den Mühlenwegen":
Gemeinsamer Fahrweg von Deutscher Fußballroute und NiederRheinroute mit dem Irmgardispfad.

Der Irmgardispfad beginnt bei der Irmgardiskapelle auf dem Heiligenberg bei Süchteln. Zu Beginn der Strecke verlaufen Fuß- und Radwanderweg zunächst getrennt voneinander. Der Fußweg führt in der Nähe der Irmgardiskapelle teilweise über recht steile Treppen, die für Radwanderer natürlich völlig ungeeignet sind. Daher ist der Radwanderweg zu Beginn der Strecke zunächst separat ausgeschildert und führt in einem kleinen Umweg an den Sportanlagen der Süchtelner Waldkampfbahn vorbei. Von hier aus führt der Pfad dann wieder in das Waldgebiet der Süchtelner Höhen hinein, wo die Strecke in der Nähe von Minigolfplatz und Kletterwald mit 85 m ü. NN gleich den höchsten Punkt ihres Gesamtverlaufs erreicht, als Aussichtspunkt ist diese Stelle allerdings nicht besonders ergiebig, da sie sich mitten im Wald befindet.

Als Nächstes verläuft die Strecke nun in südwestlicher Richtung bis an den Waldsaum, wo sie scharf nach links abknickt und schließlich am Waldrand entlang in südöstlicher Richtung weiterführt, ab hier folgen Fuß- und Radwanderweg jetzt einem gemeinsamen Streckenverlauf. Schließlich wird das Gebiet des Viersener Hohen Buschs mit seinen Sportanlagen und dem Viersener Labyrinth erreicht, wonach die Wegweisung nun endgültig aus dem Waldgebiet Süchtelner Höhen / Hoher Busch herausführt.

Die weitere Streckenführung folgt danach, am Haus Kaiserbad vorbei, ein Stück weit dem Radweg entlang der Dülkener Straße, und biegt von hier aus wieder nach rechts ab. Der Irmgardispfad verläuft dann zunächst am westlichen Rand des Wohngebietes Löh vorbei und folgt daran anschließend der äußeren Begrenzung des Viersener Hauptfriedhofs. So gelangt man schließlich nach Hoser. Von Hoser aus geht es dann durch den Jubiläumsgarten zunächst nach Bockert weiter. Hier führt die Wegweisung dann entlang der Zweitorstraße nach Oberbeberich, wo im anschließenden Streckenverlauf im Bereich der Straße "Sitzstadt" zunächst das hier oft trockenliegende Bachbett des Hammer Bachs überquert wird. Gleich dahinter befindet sich die St.Hubertus-Kapelle.

Südöstlich der Sitzstadt führt der Pilgerpfad den (Rad-)Wanderer schließlich über das Gebiet der Tempelshöfe und nördlich von Ompert vorbei bis auf den Omperter Weg in Ummer. Hier geht es dann zunächst auf dem Radweg neben der Gladbacher Straße wieder bergauf in Richtung Mönchengladbach, nach ca. 300 m zweigt der Irmgardispfad dann nach links in den Ummertalweg ab, der direkt auf die Grundschule von Helenabrunn zuläuft. Zum Abschluss ist der Irmgardispfad in Helenabrunn über die Straßen Helenenberg, Helenenstraße und Brunnenstraße ausgewiesen. Hier endet die Pilgerstrecke schließlich gegenüber der Pfarrkirche "St.Helena" am Helenenbrunnen.

## Verknüpfungspunkte mit anderen Radwanderwegen
Der Irmgardispfad trifft an mehreren Stellen auf weitere Radwanderwege oder verläuft abschnittweise sogar mit ihnen auf gemeinsamen Fahrwegen. Daher lässt sich eine Radwandertour auf dem Irmgardispfad, der ja kein Rundweg ist, mit anderen Radwanderstrecken der Region kombinieren. Im Einzelnen berühren folgende Radwanderstrecken den Irmgardispfad:
- Mispelroute: Die Mispelroute trifft im Bereich der Süchtelner Höhen auf den Irmgardispfad und verläuft mit ihm bis zur Kreuzung Aachener Weg / Dülkener Straße größtenteils auf gemeinsamem Fahrweg. Später, an der Schule in Helenabrunn, kreuzen sich beide Routen ein zweites Mal.
- Rundweg Stadt Viersen: Dieser Radwanderweg ist durch ein grünes "[V]" gekennzeichnet. Im Bereich von Helenabrunn verläuft der Rundweg Stadt Viersen auf gemeinsamem Fahrweg mit der Mispelroute und kreuzt dort an der Helenabrunner Grundschule auch den Irmgardispfad.
- Deutsche Fußballroute NRW: Die Deutsche Fußballroute NRW verläuft auf dem Weg von Krefeld nach Mönchengladbach im Bereich Hüsgesweg / Zu den Mühlenwegen zwischen dem Alt-Viersener Hauptfriedhof und Hoser ein kurzes Stück auf gemeinsamem Fahrweg mit dem Irmgardispfad.
- NiederRheinroute, Hauptstrecke: Die Hauptstrecke der NiederRheinroute verläuft zunächst auf dem Weg von Süchteln nach Dülken im Bereich der Süchtelner Höhen ein Stück auf gemeinsamem Fahrweg mit dem Irmgardispfad, bevor dieser dann, gemeinsam mit der Mispelroute, Richtung Hoher Busch abzweigt. Später, dann auf dem Weg von Dülken nach Alt-Viersen, verläuft der Hauptweg der NiederRheinroute im Bereich Zu den Mühlenwegen / Hüsgesweg (in Gegenrichtung!) ein kurzes Stück auf gemeinsamem Fahrweg mit der Deutschen Fußballroute NRW und dem Irmgardispfad.
- NiederRheinroute, Nebenstrecke Nr. 91: Diese Nebenstrecke der NiederRheinroute führt von den Süchtelner Höhen bis zum Hardter Wald. Zwischen den Süchtelner Höhen und dem Hohen Busch verläuft die Nebenstrecke Nr. 91 der NiederRheinroute größtenteils auf gemeinsamem Fahrweg mit der Mispelroute und dem Irmgardispfad.

## Schwierigkeitsgrad
Insbesondere im Bereich von Oberbeberich und Ummer werden durch das Geländegefälle beim Radfahren Beschleunigungen erreicht, die in der ansonsten recht ebenen niederrheinischen Landschaft vergleichsweise ungewohnt sind. Die dabei erzielten Fahrgeschwindigkeiten können jedoch nicht ausgefahren werden. Stattdessen enden alle Abfahrten mit abruptem Abbremsen, weil die Vorfahrt anderer Straßen unbedingt zu beachten ist, darum sollte der Parcours nur von geübten Radfahren befahren werden. Auf die Mitnahme von Kleinkindern auf eigenen Kinderrädern sollte man vor allem zwischen Bockert und Helenabrunn besser verzichten.